# NFL sezona 1936.
NFL sezona 1936. je 17. po redu sezona nacionalne lige američkog nogometa. 
Sezona je počela 13. rujna 1936. Utakmica za naslov prvaka je odigrana 13. prosinca 1936. u New Yorku na stadionu Polo Grounds. U njoj su se sastali pobjednici istočne divizije Boston Redskinsi i pobjednici zapadne divizije Green Bay Packersi. Pobijedili su Packersi rezultatom 21:6 i osvojili svoj četvrti naslov prvaka NFL-a.
Sezona 1936. je bila prva sezona u kojoj su sve momčadi odigrale isti broj utakmica, 12.

## Poredak po divizijama na kraju regularnog dijela sezone
| Istočna divizija    |     |     |     |      |     |     |
| Momčad              | Pob | Por | Ner | %    | P+  | P-  |
| Boston Redskins*    | 7   | 5   | 0   | 58,3 | 149 | 110 |
| Pittsburgh Pirates  | 6   | 6   | 0   | 50,0 | 98  | 187 |
| New York Giants     | 5   | 6   | 1   | 45,5 | 115 | 163 |
| Brooklyn Dodgers    | 3   | 8   | 1   | 27,3 | 92  | 161 |
| Philadelphia Eagles | 1   | 11  | 0   | 8,3  | 51  | 206 |

| Zapadna divizija   |     |     |     |      |     |     |
| Momčad             | Pob | Por | Ner | %    | P+  | P-  |
| Green Bay Packers* | 10  | 1   | 1   | 90,9 | 248 | 118 |
| Chicago Bears      | 9   | 3   | 0   | 75,0 | 222 | 94  |
| Detroit Lions      | 8   | 4   | 0   | 66,7 | 235 | 102 |
| Chicago Cardinals  | 3   | 8   | 1   | 27,3 | 74  | 143 |

Napomena: * - pobjednici konferencije, % - postotak pobjeda, P± - postignuti/primljeni poeni

## Prvenstvena utakmica NFL-a
- 13. prosinca 1936. Green Bay Packers - Boston Redskins 21:6

## Statistika

### Statistika po igračima
- Najviše jarda dodavanja: Arnie Herber, Green Bay Packers - 1239
- Najviše jarda probijanja: Tuffy Leemans, New York Giants - 830
- Najviše uhvaćenih jarda dodavanja: Don Hutson, Green Bay Packers - 536

### Statistika po momčadima

#### U napadu
- Najviše postignutih poena: Green Bay Packers - 248 (20,7 po utakmici)
- Najviše ukupno osvojenih jarda: Detroit Lions - 308,6 po utakmici
- Najviše jarda osvojenih dodavanjem: Green Bay Packers - 135,8 po utakmici
- Najviše jarda osvojenih probijanjem: Detroit Lions - 240,4 po utakmici

#### U obrani
- Najmanje primljenih poena: Chicago Bears - 94 (7,8 po utakmici)
- Najmanje ukupno izgubljenih jarda: Boston Redskins - 175,2 po utakmici
- Najmanje jarda izgubljenih dodavanjem: Philadelphia Eagles - 71,1 po utakmici
- Najmanje jarda izgubljenih probijanjem: Boston Redskins - 95,7 po utakmici

## Vanjske poveznice
- Pro-Football-Reference.com, statistika sezone 1936. u NFL-u
- NFL.com, sezona 1936.